# Luděk Sekyra
Luděk Sekyra (* 8. února 1964, Český Krumlov) je český podnikatel a filantrop. Je majitelem Sekyra Group, a.s., která od roku 1996 působí na českém realitním trhu a patří mezi přední developerské společnosti v rezidenčním i komerčním segmentu. Aktuálně rozvíjí v Praze více než milion metrů čtverečních rezidenčních, kancelářských a obchodních ploch. Mezi nejvýznamnější projekty patří: Smíchov City, Rohan City a Žižkov City.
Podle časopisu Forbes je Luděk Sekyra 26. nejbohatším Čechem s majetkem okolo 19,7 miliard korun.
Luděk Sekyra je zakladatel a předseda správní rady nadace Sekyra Foundation. Dlouhodobě se věnuje tématu lidských práv a morálních a liberálních hodnot společnosti. V roce 2021 byla po Luďku Sekyrovi pojmenována nejstarší profesura filosofie na Univerzitě v Oxfordu – Sekyrova a Whiteova profesura morální filosofie. 

## Kariéra
Po absolvování gymnázia v Kaplici byl přijat na Právnickou fakultu Univerzity Karlovy. Stal se funkcionářem SSM a vstoupil do KSČ. V letech 1987 až 1990 působil jako pedagog na Právnické fakultě UK a věnoval se státovědě a právní teorii. Po sametové revoluci se stal partnerem v advokátní kanceláři Milana Bakeše, kde se zabýval hlavně restitucemi.

## Podnikatelské aktivity
V roce 1995 založil akciovou společnost, která se později stala základem Sekyra Group, a.s. která je více než 20 let aktivní na českém realitním trhu, patří mezi přední developerské společnosti a její portfolio zahrnuje celou řadu úspěšně realizovaných projektů pro rezidenční i komerční využití.
Vybudovala sídla pro takové společnosti, jakými jsou Česká spořitelna, Nestlé, T-Mobile, Skanska, Národní technická knihovna a rovněž postavila či zrekonstruovala okolo 7 000 bytů.
Mezi projekty, které Sekyra Group rozvíjí v současné době patří nové městské čtvrti v centrálních pražských lokalitách: v oblasti Smíchovského nádraží (Smíchov City), Rohanského ostrova (Rohan City), Žižkovského nádraží (Žižkov City), na Vítězném náměstí v Dejvicích a dále v okolí Opatovského bulváru na pražském jižním městě.
Smíchov City je největší projekt v moderních dějinách Prahy. Přestavba jednoho z nejatraktivnějších pražských brownfieldů, území kolem nádraží na Smíchově, se stane symbolem proměny města v 21. století. Vznikne zde téměř 400 000 m2 bytových, administrativních, obchodních či veřejných ploch včetně kilometrového pěšího bulváru, který bude těžištěm celého projektu. Nebude chybět ani škola nebo rozsáhlé plochy zeleně. Předpokládá se, že po dokončení projektu, tedy za 12 let, zde bude pracovat či bydlet 12 000 lidí. Celková investice dosáhne 35 miliard Kč. Stavba byla zahájena 30.9. 2020.
Nová čtvrť Rohan City se rozkládá na rozhraní Karlína, Invalidovny a Libně v sousedství historického centra města, vznikne více než 350 tisíc metrů čtverečních bytových, administrativních a obchodních ploch, jakož i veřejná škola. Těžištěm projektu bude kilometrová promenáda na břehu řeky, která bude spojená s volnočasovým ostrovem. Na celkovém řešení se podílel světoznámý dánský urbanista Jan Gehl a architektka Eva Jiřičná.
Rezidenční čtvrť Žižkov City nabídne na pozemcích bývalého nákladového nádraží 3 000 bytů. Zároveň bude ve spolupráci s Prahou revitalizována historická nádražní budova, jež bude mít převážně veřejnou funkci a jejíž součástí by měl být i Národní filmový archiv.

Sekyra Group v roce 2020 koupila Stýblův dům na Václavském náměstí a převzala development OD Kotva.

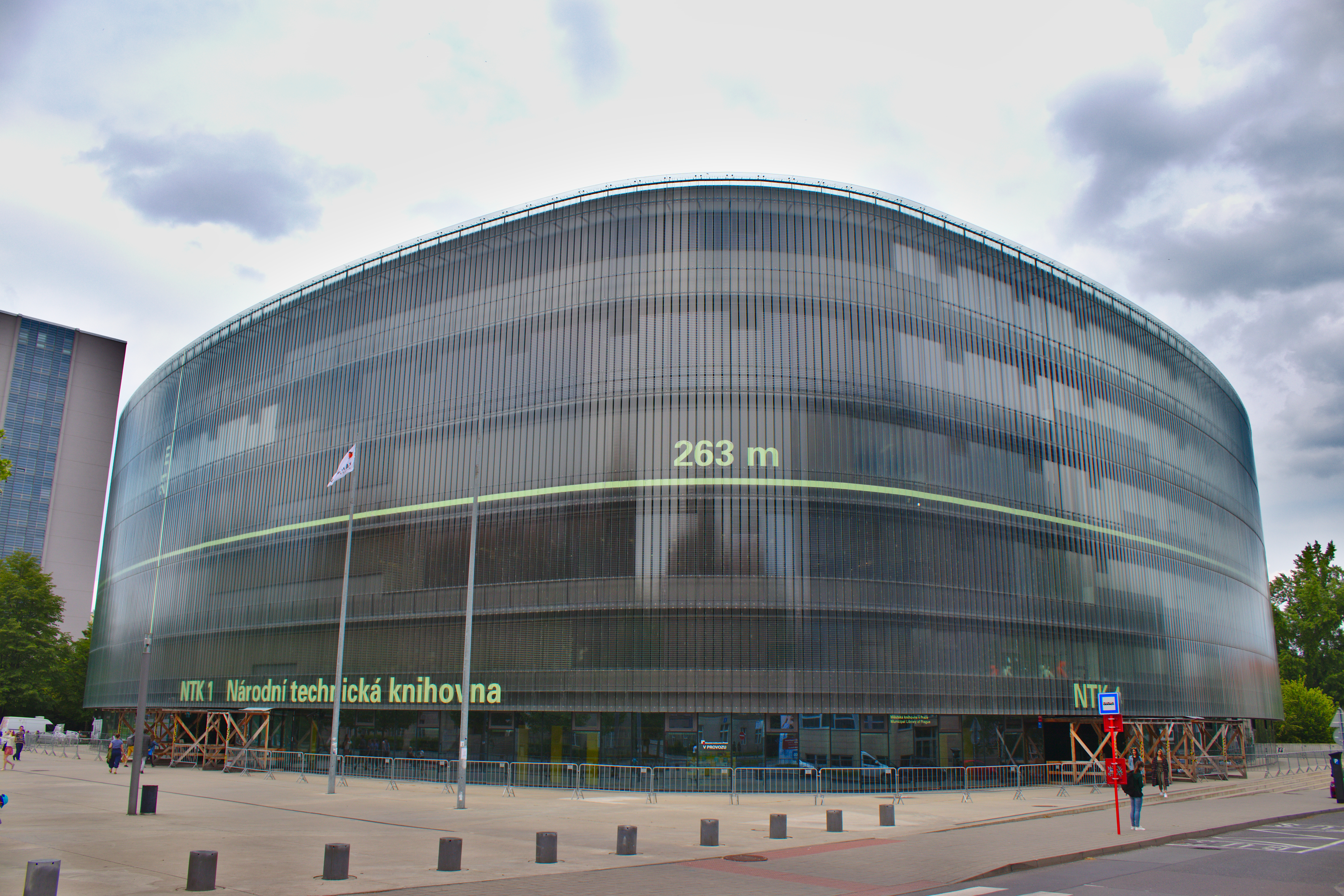
budova Národní technické knihovny

S projektem Národní technické knihovny Sekyra Group rovněž vstoupila do segmentu veřejných staveb. Tento projekt v roce 2009 obdržel cenu primátora hlavního města Prahy „Stavba roku“,  zvláštní cenu poroty Best of Realty a cenuStátního fondu životního prostředí ČR.
V roce 2005 byl Luděk Sekyra vyhlášen v anketě Nejlepší z realit (Best of Realty) osobností roku a převzal cenu Asociace pro rozvoj trhu nemovitostí.

## Mecenášství
Luděk Sekyra se dlouhodobě a aktivně věnuje filantropii. Podílel se na vzniku Centra pro filozofii, etiku a náboženství na Univerzitě Karlově a v září 2018 založil nadaci The SEKYRA FOUNDATION. Cílem nadace je podpora rozvoje občanské společnosti, liberální demokracie a kritického myšlení. Nadace spolupracuje s Harvardovou univerzitou, Oxfordskou univerzitou, Knihovnou Václava Havla, Českým centrem Mezinárodního PEN klubu a Centrem pro filosofii, etiku a náboženství na Filozofické fakultě UK.
Sekyra dlouhodobě spolupracuje s Oxfordskou univerzitou, je členem správní rady na Harris Manchester College (Board of the Regents) a zároveň je členem akademické obce (Foundation Fellow). Vůbec největší dar, 2,8 milionu liber, věnovala Sekyrova nadace Univerzitě v Oxfordu v roce 2021. Prestižní White’s Chair of Moral Philosophy byla v Oxfordu založena v roce 1621 a stala se tak prvním profesorským postem v oblasti filozofie na Univerzitě. Jako uznání daru Univerzita přejmenovala profesorský post na Sekyrovu a Whiteovu profesuru morální filosofie.
V roce 2014 zde otevřel univerzitní studentské centrum Sekyra House a stal se členem kolegia rektora univerzity (Vice Chancellor Circle). Součástí oslavy Sametového dne bylo pojmenování posluchárny v Sekyra House po teologovi Tomáši Halíkovi a odhalení Lavičky Václava Havla (Havel's Place) v hlavním univerzitním parku. Odborný zájem Luďka Sekyry se koncentruje na politickou a morální filozofii. Eseje publikoval rovněž na Seznamu, iHNED či Lidových novinách.Od 2023 je členem Advisory Board na Safra Center for Ethics na Harvardu. V roce 2025 se stal členem the American Philosophical Association (APA). 
Dále je členem Aristotelské společnosti, Americké asociace politických věd (APSA) a dlouholetým partnerem Athens Democracy Forum pořádaného New York Times.
Zároveň je významným podporovatelem KDU-ČSL.

## Kontroverze
Kontroverzní reakce v tisku vyvolaly Sekyrovy kontakty s podnikatelem Romanem Janouškem a zejména kontakty s podnikatelem Františkem Mrázkem poté, co byly zveřejněny odposlechy jejich telefonických hovorů z roku 2000.